# つやま和牛
つやま和牛（つやまわぎゅう）は、繁殖から肥育・精肉まで岡山県津山市およびその周辺地域で行われている黒毛和種。

## 概要
津山市では古くから和牛の繁殖農家が多く、全国のブランド和牛の元となる子牛を出荷してきた中、畜産農家の間で徐々に「自分たちの手でブランド牛を育てたい」という思いが芽生え、2014年に『つやま和牛』の肥育が始まり、2016年4月より出荷が始まった。出荷頭数は毎月数頭の出荷と非常に少なく、津山市内での流通で全量消費されている。

## 定義
出典：
- 津山市およびその周辺地域で生まれ育った和牛
- 月齢28か月以上
- 肥育期間中のしあげ期に津山産小麦のフスマを給与

## ロゴマーク
つやま和牛を取り扱う店舗は、桜と津山城の備中櫓をデザインしたつやま和牛のロゴマークののぼりを掲げている。
このロゴマークは、は、2015年に岡山県立津山工業高等学校デザイン科の生徒によってデザインされたものである。